# As Aventuras do Anjo
As Aventuras do Anjo foi uma série de rádio brasileira.

## Historico
As Aventura do Anjo foi uma série de rádio  criada por pelo produtor Péricles Leal e interpretada pelo radioator Álvaro Aguiar para a Rádio Nacional em 1948. A história girava em torno do "Anjo", um milionário norte-americano que combatia o crime auxiliado pelos empregados Metralha, Campeão e Gorila (esses dois últimos depois substituídos por Jarbas e Faísca). O protagonista era interpretado pelo próprio Álvaro Aguiar. Roteirizada por Péricles do Amaral, radionovela durou 17 anos .

## Outras mídias

### Histórias em quadrinhos
A série foi adaptada para história em quadrinho por Flavio Colin e Walmir Amaral pela editora RGE em 1959.
Uma diferença entre a radionovela e as histórias em quadrinhos é que no rádio, as aventuras do Anjo tinham como cenário os Estados Unidos, já nas revistas em quadrinhos, o cenário era o Brasil.
Em agosto de 2021, a editora Figura lançou uma campanha de financiamento coletivo no Catarse para lançar o primeiro volume da coleção "Edição de Artista" dedicada à As Aventuras do Anjo ilustrada por Colin.

### Cinema
Em 1990, o Anjo ganhou uma versão cinematográfica chamada O Escorpião Escarlate. O Anjo se chama Álvaro Aguiar e é interpretado pelo ator Herson Capri. O título do filme se refere ao vilão homônimo, arqui-inimigo do Anjo. 
Inicialmente, o roteirista Rubens Francisco Lucchetti, que também roteirizava histórias em quadrinhos e escrevia para revistas pulps havia planejado que o herói do filme era "O Morcego", uma homenagem a heróis como O Sombra e Morcego Negro, mas foi convencido pelo cineasta Ivan Cardoso a substitui-lo pelo Anjo.  O nome O Escorpião Escarlate foi retirado de um seriado radiofônico criado por Lucchetti, é o vilão do filme, inspirado em Doutor Fu Manchu do escritor Sax Rohmer.